# カラーコンタクトレンズ

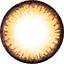
カラーコンタクトレンズの一例

カラーコンタクトレンズ（英語: Color contact lens）とは、角膜（黒目）に直接接触させて使用するコンタクトレンズに茶や青などの色彩やデザインを施した器具である。

## 特徴
カラーコンタクトレンズには、視力矯正用カラーコンタクトレンズと視力矯正を目的としないカラーコンタクトレンズ（おしゃれ用カラーコンタクトレンズ）がある。おしゃれ用カラーコンタクトレンズは、ソフトコンタクトレンズしか存在せず、材料としてメタクリル酸2-ヒドロキシエチル (HEMA) が使用されている。着色方法は、環状着色が行われており、着色を薄くHEMAに溶かし込んだもの、表面（眼球側に接する側、まぶたに接する側のいずれか）に着色剤を印刷したもの、着色剤をHEMA材料の間にはさみサンドイッチ構造にして包み込んでいるもの、などがある。
これまでおしゃれ用カラーコンタクトレンズは「雑貨」の扱いであったが、目の障害が多発したために、おしゃれ用カラーコンタクトレンズも視力補正用カラーコンタクトレンズと同じように、高度管理医療機器として薬事法の規制対象となった（2009年11月4日施行）。

## 使用目的
カラーコンタクトレンズは特に10代～20代の若い女性に人気である。その最大の魅力は、さまざまな色やデザインを楽しみながら自分好みのお洒落な目元を演出できることにあり、近年は色やデザインのバリエーションが充実している。これまでコンタクトレンズは視力補正用がメインだったが、おしゃれ用カラーコンタクトレンズの登場で、視力が悪くない人もファッションの一部として楽しむことができるようになった。
読者に高い支持を得ているカリスマモデルや読者モデルの多くがカラーコンタクトレンズを使用しており、モデルやタレントとタイアップしたカラーコンタクトレンズも多数販売されている。
その他の使用例として、テレビドラマや映画・演劇などで特殊メイクなどとともに俳優が使用する場合や、コスプレにおいてコスプレイヤーが使用する、などが挙げられる。

## メリット&デメリット
メリット
カラーコンタクトレンズの急速な普及と発展により、いろいろなバリエーション（色・デザイン）を気軽に楽しめるようになった。カラーやデザインによって目元や顔の印象は大きく変わり、その変化をTPOに合わせて自由に楽しむことができる。
デメリット
角膜に直接触れる器具なので十分なケアが必要だが、レンズを簡単に入手できるようになった反面、レンズを使用するために知識やケアを怠りがちで、誤った使用方法で目のトラブルへと発展する危険がある。

## 調査
製品評価技術基盤機構が眼科医への聞き取り調査によって平成20年7月にまとめた「視力補正を目的としないカラーコンタクトレンズに関する調査報告書」によれば、おしゃれ用カラーコンタクトレンズの使用により生じた眼障害報告は167件で、眼障害を引き起こす原因の多くは、誤ったお手入れの仕方や装用時間などの使い方に関する理解が不十分であることも明らかになった。
■報告された眼障害（167件）
- 「角膜炎」 46件（27%）…（症状）角膜の炎症。目痛、充血、かすみ、異物感など
- 「角膜びらん」 45件（27%）…（症状）角膜の剥がれ。目痛、充血、かすみ、異物感など。
- 「角膜潰瘍」 24件（14%）…（症状）角膜に発生する潰瘍。目痛、充血、流涙など。
- 「角膜浸潤」 21件（13%）…（症状）角膜の炎症。目痛、充血、異物感など。
- 「結膜炎」 17件（10%）…（症状）結膜の炎症。かゆみ、目脂、充血など。
- 「角膜浮腫」 08件（5%） …（症状）角膜のむくみ。かすみ、視力低下など。
- 「角膜上皮剥離」05件（3%） …（症状）角膜の剥がれ。目痛、充血、流涙など。
- 「その他」 01件（1%）

これら障害の原因について、
- 「不明」51件（30%）が最も多いが、原因と考えられる要因が報告された障害のうち、
- 「手入れ不足」 42件（25%）
- 「長時間装用」 16件（10%）
- 「使用方法を理解していない」 16件（10%）
- 「装用したまま就寝」 6件（3%）
- 「無理な装用」 6件（3%）

これらのように、その多くは使用方法の問題により生じたものであった。
その一方で、
- 「品質が悪い」 21件（13%）
- 「着色剤の剥げ落ち・漏出」 7件（4%）

といった、いわゆる品質の問題と考えられる原因もあった。
おしゃれ用カラーコンタクトレンズが眼障害を生じた要因として、使用者が視力補正用コンタクトレンズの使用経験が少なく、また、おしゃれ用カラーコンタクトレンズの購入時にコンタクトレンズが有する危険性（ハザード）の説明が行われていない実態が明らかとなっている。そのため仕様前には専門医の指示をあおいだり、使用上の注意をよく読んで、適切なケアをすることが重要になる。

## 雑貨から医療機器へ
おしゃれ用カラーコンタクトレンズは、これまでつけまつげやかつらなどと同じ雑貨品扱いとされ、品質について国の基準が設けられていなかったため、安価な商品が量販店やECサイトで販売され、失明にも繋がる重大な目の障害が発生していた。こうした状況を受け、経済産業省と厚生労働省は、おしゃれ用カラーコンタクトレンズも一般のコンタクトレンズと同じように、2009年に薬事法で品質や販売方法を規制された。
規制後は、一般のコンタクトレンズと同じように、材質やレンズ面のカーブの度合いなどについて、厚生労働省が定める安全基準を満たすことが求められている。また2011年2月4日以降は、厚生労働省が承認した品目のみが流通している。
- 2009年11月4日以降
  - カラーコンタクトレンズは、薬事法上の高度管理医療機器販売業許可業者においてのみ販売。
- 2010年2月4日以降
  - 許可を取得している販売店であっても、その製品については一定の安全性を確保した経過措置期間届出品、薬事法第42条に基づくコンタクトレンズ基準に適合したもののみが流通。
- 2011年2月4日以降
  - 厚生労働省から製造販売承認を受けたもののみが流通。